# John McCain
John Sidney McCain III (Coco Solo, 29 agosto 1936 – Cornville, 25 agosto 2018) è stato un politico e militare statunitense, senatore per lo stato dell'Arizona dal 1987 al 2018 e candidato alla presidenza degli Stati Uniti d'America per il Partito Repubblicano nel 2008. Prima della carriera politica combatté la guerra del Vietnam nella marina militare, e nell'ottobre 1967, mentre era in missione su Hanoi, fu abbattuto con il suo aereo, ferito e catturato dai nordvietnamiti, rimanendo loro prigioniero fino al 1973. Candidato alla presidenza già alle elezioni del 2000, fu sconfitto alle primarie repubblicane da George W. Bush. Ottenne invece facilmente la nomination nel 2008 per le presidenziali di quell'anno, uscendone però sconfitto da Barack Obama.
McCain appariva all'opinione pubblica una personalità indipendente, e votò più volte in autonomia dalla linea del partito. In proposito, l'American Conservative Union gli assegnò un punteggio medio dell'81% rispetto alla massima aderenza agli ideali conservatori, di poco inferiore alla media dei senatori repubblicani; si discostò però maggiormente dal voto repubblicano negli anni 2001-2006, sotto la presidenza Bush e in vista della propria candidatura.
È stato sposato con l’imprenditrice e diplomatica statunitense Cindy McCain, attualmente direttrice esecutiva del Programma alimentare mondiale.

## Biografia

### Giovinezza e carriera militare
John McCain III nasce il 29 agosto 1936 a Coco Solo, nella zona del canale di Panama controllata dagli Stati Uniti d'America, da una famiglia di religione episcopale e di fede politica repubblicana. I suoi antenati erano di origini scozzesi-irlandesi ed inglesi provenienti da Arkansas, Mississippi e Texas. Sia il padre sia il nonno erano ammiragli della Marina degli Stati Uniti. Il padre, John S. McCain Jr., era al comando delle forze statunitensi in Vietnam del Sud mentre McCain era prigioniero di guerra. Il nonno, John S. McCain Sr., era stato comandante dell'aviazione navale durante la battaglia di Okinawa, nel 1945. Ha una sorella maggiore di nome Sandy e un fratello minore di nome Joe, quest'ultimo attore teatrale e giornalista.

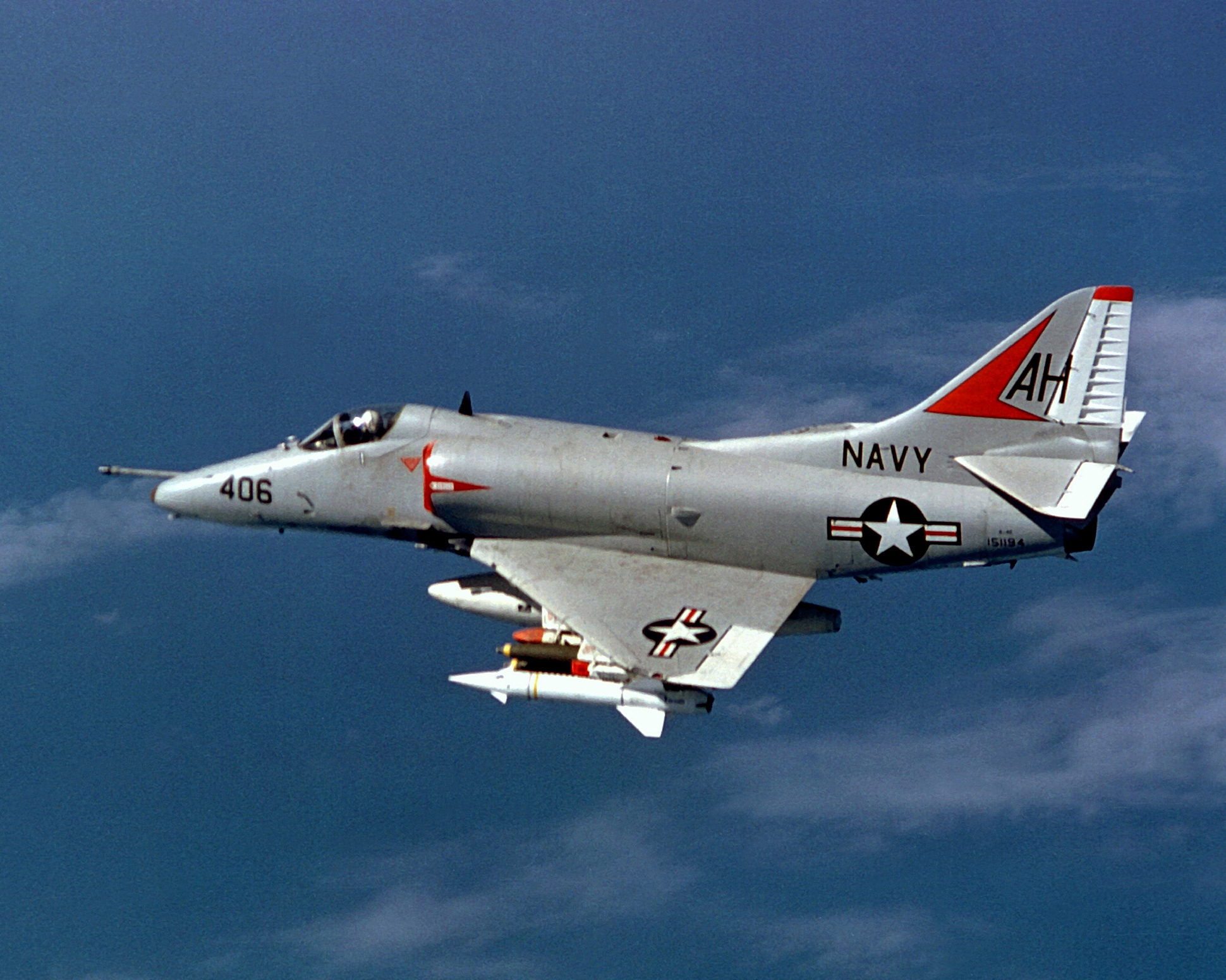
Un Douglas A-4 Skyhawk della Marina degli Stati Uniti, identico a quello usato da McCain nel giorno del suo abbattimento

Il futuro senatore trascorre la sua giovinezza nella Virginia settentrionale frequentando la scuola episcopale di Alexandria, che terminò nel 1954. Nell'autunno di quell'anno, McCain, come avevano fatto il padre e il nonno, si iscrive all'Accademia Navale di Annapolis (Maryland). Durante il periodo accademico si dimostra eccellente più nel pugilato che negli studi nonostante non sia  particolarmente alto (un metro e settanta). Si laurea infine nel giugno 1958 posizionandosi all'895º posto nell'ambito di una classe composta da 900 allievi.
Dopo aver terminato l'accademia navale, nel settembre 1959 McCain, con il grado di alfiere, venne trasferito nelle basi aeree della Marina di Pensacola, in Florida, e di Corpus Christi, in Texas, per incominciare l'addestramento da pilota navale della durata di due anni. Durante il corso ebbe un incidente, in cui il suo aereo cadde nella Corpus Christi Bay. Nel maggio 1960 ricevette il brevetto ed entrò nell'aviazione di marina, per poi essere assegnato allo squadrone aereo VA-42 di stanza al Naval Station Oceana di Virginia Beach per un ulteriore addestramento di cinque mesi a bordo di cacciabombardieri monomotori A-1 Skyraider.
Nel novembre 1960 ha volato a bordo degli Skyraider con lo squadrone VA-65 sulle portaerei USS Intrepid e USS Enterprise nel corso di alcune assegnazioni nei Caraibi e nel Mediterraneo, durante il quale sopravvisse a un altro incidente nel dicembre 1961. Nell'ottobre 1962, con il grado di tenente, venne assegnato presso l'isola di Cuba a bordo dell'Enterprise durante la crisi dei missili atomici sull'isola. Nel 1963 ha prestato servizio per nove mesi presso il Naval Air Basic Training Command di Pensacola, dopodiché nel settembre 1964 è diventato istruttore di volo con lo squadrone aereo VT-7 presso il Naval Air Station Meridian del Mississippi.
Di fede battista, il 3 luglio 1965 ha sposato Carol Shepp, una modella originaria di Filadelfia, in Pennsylvania, incontrata nel 1964. La coppia ebbe una figlia, Sidney, e adottò altri due bambini, Douglas e Andrew, per poi divorziare nel 1980. Nel novembre 1965 sopravvisse a un terzo incidente aereo con il suo aereo da addestramento T-2 Buckeye e nell'ottobre 1966, durante la guerra del Vietnam, venne spedito con lo squadrone VA-44 al Naval Air Station Cecil Field per un addestramento a bordo di caccia A-4 Skyhawk.

### La guerra del Vietnam e la prigionia

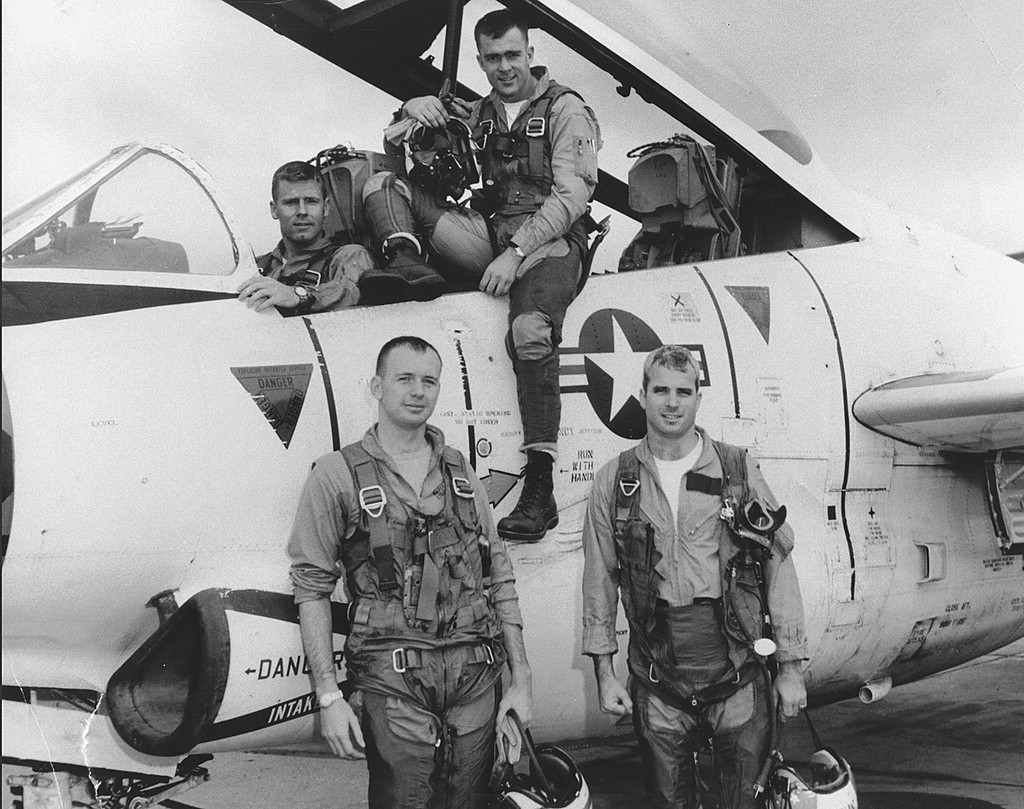
John McCain (davanti a destra) ritratto nel 1965 con il suo squadrone davanti ad un aereo da addestramento T-2 Buckeye

Nel maggio 1967, con il grado di capitano di corvetta, venne assegnato con il suo squadrone aereo VA-46 alla portaerei USS Forrestal, incrociante al largo del golfo del Tonchino dal mese di giugno. Dopo aver salpato nel golfo il 25 luglio 1967, prese parte a cinque missioni di attacco aereo a bordo di caccia A-4 Skyhawk nel corso dell'operazione Rolling Thunder, con il compito di attaccare diverse strutture logistiche e militari del Vietnam del Nord, quali fabbriche, depositi d'armi e ponti. Il 29 luglio 1967 McCain rimase ferito alle gambe e al torace durante il grave incendio scoppiato sulla portaerei, che uccise 134 marinai e danneggiò gravemente la nave.
Trasferito sulla USS Oriskany il 30 settembre 1967, continuò l'attività di combattimento con lo squadrone VA-163, dove venne decorato con la Navy Commendation Medal e la Bronze Star Medal per aver compiuto missioni di attacco aereo a cavallo tra il 18 e il 25 ottobre, distruggendo rispettivamente due campi d'aviazione a Haiphong e ad Hanoi. Il 26 ottobre 1967, dopo 23 operazioni aeree, il suo A-4 Skyhawk venne abbattuto dall'artiglieria contraerea nordvietnamita durante un attacco aereo sopra Hanoi. McCain si ruppe entrambe le braccia ed una gamba durante l'espulsione d'emergenza e atterrò col suo paracadute nel lago Truc Bach. Dopo essere quasi annegato, venne estratto da una folla inferocita, che cercò di linciarlo, rompendogli una spalla con il calcio di un fucile e ferendolo a colpi di baionetta alla caviglia e all'inguine. Dopo che la folla gli strappò via l'equipaggiamento e l'uniforme da pilota, venne fatto prigioniero e trasportato a bordo di un camion fino alla prigione di Hoa Lo, tristemente nota come "Hanoi Hilton".
Tuttavia, constatate le gravi condizioni in cui versava, il prigioniero venne condotto il giorno dopo la cattura a un ospedale militare vietnamita dove venne operato e curato per 6 settimane. Nel corso della convalescenza fu interrogato varie volte dai suoi aguzzini, che si rifiutarono di concedergli cure mediche se non rivelava le informazioni, al che McCain rispondeva soltanto nome, grado, matricola e data di nascita. In un'occasione fu anche intervistato da un giornalista francese, François Chalais, intervista mandata in onda nel gennaio 1968 per il programma televisivo Panorama. Il filmato, girato in bianco e nero, mostra McCain sdraiato sul letto a torso nudo, mentre fuma una sigaretta e risponde alle domande con tono esitante.
Nel dicembre 1967 venne poi ricondotto nella prigione della periferia della capitale con indosso solamente le mutande, vi rimase per un totale di cinque anni e mezzo insieme ad altri due prigionieri americani, George "Bud" Day e Norris Overly. Nel marzo 1968 venne poi condotto nelle celle di isolamento, dove rimase per 2 anni. Dopo il primo anno di prigionia, McCain raccontò che nell'agosto 1968 subì frequenti abusi e violenze nel corso dell'inizio di un programma di tortura dei nordvietnamiti, al fine di estorcere confessioni e dichiarazioni a scopo di propaganda politica. Fu infatti sottoposto a restrizioni con le corde e percosse ogni due ore, soffrendo al tempo stesso di dissenteria. Nel corso della prigionia riportò inoltre fratture multiple alla gamba destra, alle costole e perse diversi denti. A causa delle gravi e ripetute torture subite, giunse al punto di tentare il suicidio in carcere, ma venne fermato dalle guardie.
Durante la detenzione gli venne proposta la liberazione che, sempre secondo una sua ricostruzione, rifiutò. Il codice di condotta delle forze combattenti USA prevedeva infatti che gli ufficiali prigionieri accettassero di essere liberati solo dopo la liberazione dei soldati semplici già prigionieri, per evitare l'uso della liberazione di prigionieri a fini propagandistici. McCain si attenne a questo codice, ricevendo comunque due o tre pestaggi alla settimana a causa della sua continua resistenza – dovuta, soprattutto, alla sua esperienza pugilistica mentre era nell'Accademia Navale. Tuttavia dalla fine del 1969 il trattamento di McCain e di altri prigionieri di guerra divenne vieppiù tollerabile, mentre McCain stesso continuò a resistere alle autorità della prigione, per poi uscire dalle celle di isolamento nel marzo 1970.

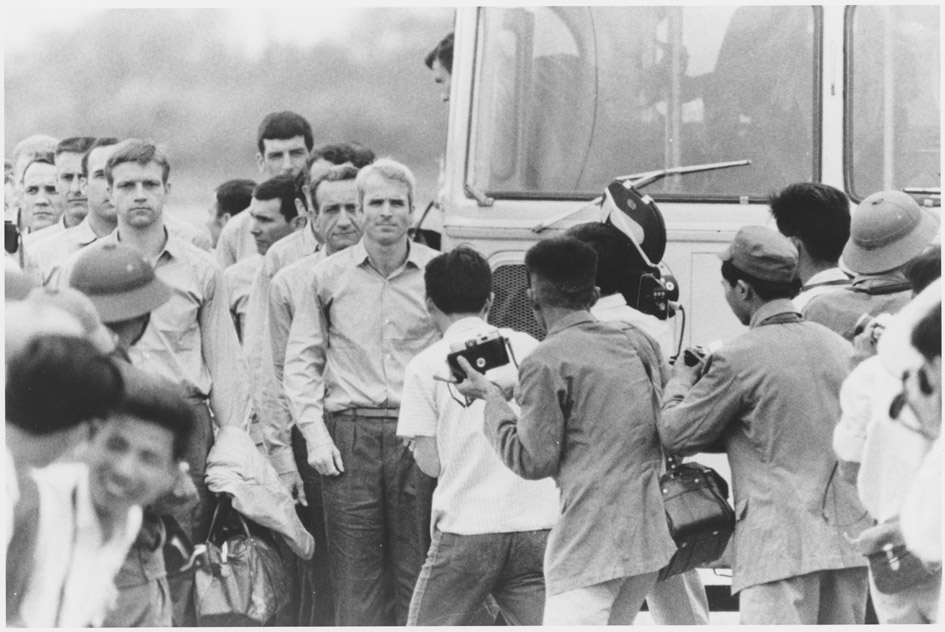
McCain all'aeroporto di Gia Lam durante la sua liberazione nel marzo 1973

Dopo gli accordi di pace di Parigi, fu infine liberato il 14 marzo 1973 e, con indosso una camicia azzurra, prese un autobus con altri ex-prigionieri per l'Aeroporto di Gia Lam, nel corso dell'operazione Homecoming. Dopodiché salì a bordo di uno dei tre aerei da trasporto C-141 Starlifter, meglio conosciuto come Hanoi Taxi, con cui atterrò alla base aerea dell'Aeroporto di Clark nelle Filippine, per poi decollare alla volta degli Stati Uniti. Tornato in patria negli Stati Uniti, intraprese un lungo trattamento di riabilitazione fisica e ottenne una certa notorietà mediatica. Nel corso della prigionia aveva perso 23 chili, parte della mobilità delle braccia (non gli era più possibile sollevarle al di sopra della testa) e i suoi capelli diventarono grigi. Per la sua esperienza come prigioniero di guerra, fu decorato con la Silver Star Medal, il Legion of Merit, la Bronze Star Medal, la Navy Commendation Medal e il Purple Heart.

### Carriera post-prigionia

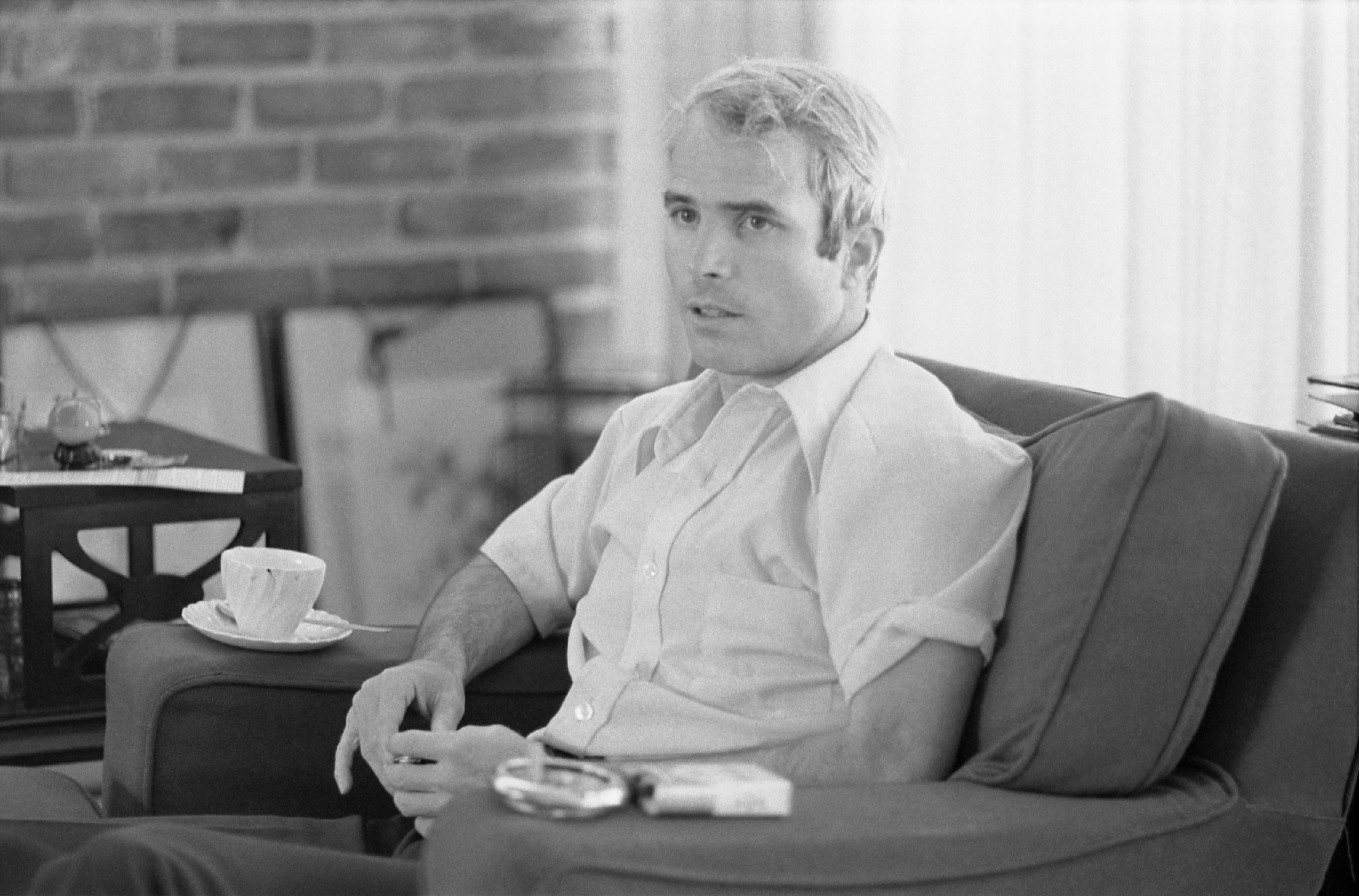
McCain in un'intervista del 24 aprile 1973, un mese dopo la sua liberazione

Nel corso della sua riabilitazione fisica, McCain ha subìto tre operazioni chirurgiche per le sue ferite, trascorrendo tre mesi presso il Naval Medical Center di Jacksonville. A differenza degli altri reduci, tuttavia, non ha sofferto di problemi psichici, sebbene alcune associazioni con le guardie carcerarie o il tintinnio delle chiavi potessero indurlo all'agitazione.
Tra il 1973 ed il 1974, con il grado di comandante, frequentò il National War College. Nel 1976 ebbe il comando di uno squadrone di addestramento aereo in Florida; nel 1977 divenne l'addetto navale della Marina presso il Senato degli Stati Uniti. In tale contesto, iniziò ad occuparsi di politica della difesa (favorendo l'assegnazione di un budget del Senato per la costruzione delle nuove superportaerei statunitensi), e scoprì la passione per l'attività di rappresentanza pubblica.

### Carriera industriale e politica

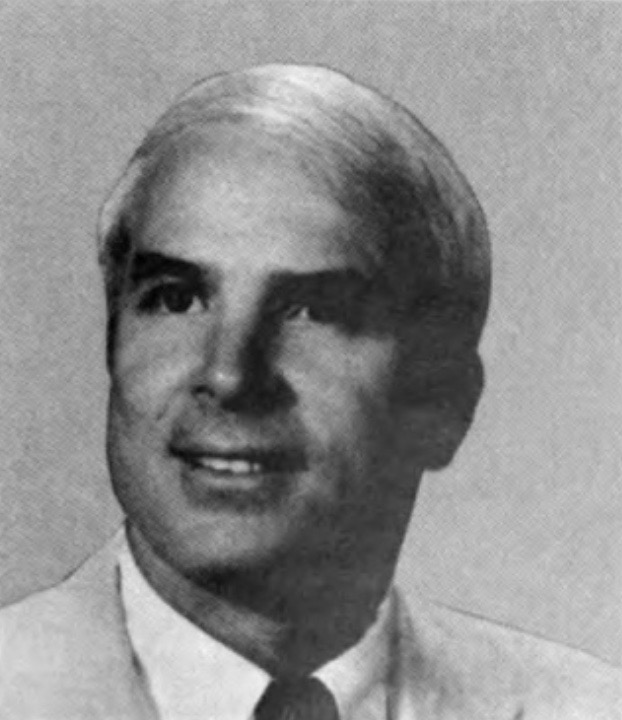
McCain nel 1983, durante il suo primo mandato da parlamentare

Nel 1980 divorziò dalla prima moglie Carol Shepp, e si risposò con l'insegnante Cindy Lou Hensley, figlia di un magnate della birra. La coppia ebbe tre figli: Meghan, John Sydney IV, James e Bridget, quest'ultima adottata in Bangladesh nel 1991. Nel 1981, viste le sue scarse possibilità di ulteriore carriera militare nella Marina, si congedò dalle Forze Armate con il grado di capitano di vascello e iniziò a lavorare, per un breve periodo di tempo, per il suocero, come responsabile delle pubbliche relazioni dell'azienda.
I contatti commerciali con il mondo economico che il suo nuovo ruolo gli permise di costruirsi, assieme all'ingente fortuna della moglie, gli consentirono di candidarsi per il Partito Repubblicano e vincere nel 1982 le elezioni come Rappresentante (deputato) dell'Arizona.
Nel 1983, McCain fu scelto per guidare il gruppo entrante di rappresentanti repubblicani e fu assegnato alla Commissione per gli affari interni della Camera. Nello stesso anno si è opposto alla creazione di un Martin Luther King Jr. Day federale (ammetterà in seguito di aver sbagliato sulla questione).
La linea politica di McCain era allora in linea con il presidente Ronald Reagan; McCain sosteneva il programma economico della Reaganomics ed era attivo sugli affari indiani. McCain sosteneva la maggior parte degli aspetti della politica estera dell'amministrazione Reagan, compresa la sua linea dura contro l'Unione Sovietica e la politica nei confronti dei conflitti centroamericani, come il sostegno ai Contras in Nicaragua. McCain si oppose al fatto che i marine americani fossero schierati in Libano citando obiettivi irraggiungibili, e successivamente criticò il presidente Reagan per aver ritirato le truppe troppo tardi; nel frattempo, i bombardamenti della caserma di Beirut del 1983 uccisero centinaia di persone.
McCain vinse facilmente la rielezione alla Camera nel 1984, e ottenne un posto nella Commissione Affari esteri della Camera. Nel 1985, fece il suo primo viaggio di ritorno in Vietnam, e viaggiò anche in Cile dove incontrò il dittatore, il generale Augusto Pinochet.
Nel 1987 venne eletto per la prima volta al Senato, dove divenne in breve uno dei più importanti e conosciuti senatori repubblicani.
La carriera al Senato di McCain è iniziata nel gennaio 1987, dopo aver sconfitto il suo avversario, il democratico Richard Kimball, di 20 punti percentuali nelle elezioni del 1986. McCain succede così a Barry Goldwater come senatore americano dell'Arizona.
Al Senato continuò inoltre la tradizione della Candy Desk (scrivania delle caramelle), iniziata anni prima dal senatore George Murphy, di tenere dolciumi nella sua scrivania al Senato, da offrire ai colleghi.
Come deputato e poi senatore - e come giocatore d'azzardo con stretti legami con l'industria del gioco d'azzardo - McCain è stato uno dei principali autori del 1988 Gaming Regulatory Act, che codificò le norme sui casinò dei Nativi americani. McCain è stato anche un forte sostenitore della legislazione Gramm-Rudman che imponeva tagli automatici alle spese nel caso di deficit di bilancio.
McCain acquistò ben presto visibilità nazionale, anche grazie a un discorso ben accolto al Congresso Nazionale Repubblicano del 1988. Venne menzionato dalla stampa come possibile vice per il candidato repubblicano George H. W. Bush, ed è stato nominato presidente del gruppo Veterans for Bush.
McCain fu coinvolto in uno scandalo durante gli anni '80, essendo uno dei cinque senatori dei cosiddetti Keating Five.
Tra il 1982 e il 1987, McCain ricevette 112.000 dollari in contributi politici da Charles Keating Jr. e dai suoi soci alla Lincoln Savings and Loan Association, insieme a viaggi sui jet di Keating ripagati in ritardo. In cambio, McCain incontrò per due volte i regolatori federali per discutere le indagini in corso sulla società Lincoln, che era a rischio di sequestro. Lo scandalo venne a galla nei primi anni '90 e coinvolse McCain e altri 4 parlamentari.
McCain ha in seguito riconosciuto di aver sbagliato e la Commissione per l'Etica del Senato l'ha rimproverato per "scarso giudizio", pur confermando l'inesistenza di illeciti.
McCain viene facilmente rieletto nel 1992, sconfiggendo l'attivista per i diritti civili Claire Sargent e l'ex governatore indipendente, Evan Mecham.
McCain ha sviluppato una reputazione di indipendenza negli anni '90, diventando difficile da categorizzare politicamente, se non come un "conservatore" in senso lato. È autore del Telecommunications Act, approvato dal Congresso nel 1996.
McCain ha concordato con le conclusioni del comitato ristretto del Senato per gli affari dei prigionieri di guerra e missing in action (1991-1993), presieduto dal veterano democratico John Kerry, che asseriva che "non c'erano prove convincenti che dimostrassero che qualsiasi americano resti vivo in cattività nel Sudest asiatico". In base a ciò, nel 1995 gli Stati Uniti normalizzarono le relazioni diplomatiche con il Vietnam. Dal gennaio 1993, McCain è stato presidente dell'International Republican Institute, un'organizzazione in parte finanziata dal governo degli Stati Uniti che sostiene l'emergere della democrazia politica in tutto il mondo.
Nel 1993 e nel 1994, McCain ha votato a favore dei candidati nominati dal presidente Clinton alla Corte Suprema, Stephen Breyer e Ruth Bader Ginsburg, come aveva votato in precedenza a favore di altri candidati nominati da presidenti repubblicani, considerando tale scelta una competenza esclusiva della Presidenza.
Nel 2000 si candidò una prima volta alle primarie repubblicane per la Presidenza; nonostante un buon consenso iniziale ottenuto da McCain in diversi stati, le tornate elettorali videro l'emersione di George W. Bush come candidato vincente del partito dopo un'aspra campagna elettorale.
Dopo il 2001 supportò nettamente sia l'intervento militare statunitense in Afghanistan che la guerra in Iraq; si espresse però in maniera netta contro gli abusi sui prigionieri di guerra (dopo lo scandalo di Abu Ghraib e le polemiche sul trattamento dei prigionieri a Guantanamo), tema su cui la sua esperienza personale l'ha reso particolarmente sensibile.
Dal 2005, pur continuando a supportare l'intervento in Iraq, è diventato progressivamente sempre più critico rispetto all'ottimismo sull'andamento delle operazioni di alcuni vertici militari e politici dell'amministrazione Bush, a suo parere eccessivo. Ha effettuato otto viaggi in Iraq per rendersi conto direttamente dello svolgimento delle operazioni, ed è stato un forte sostenitore della "surge" del contingente statunitense del 2007.

### La corsa alle elezioni presidenziali 2008

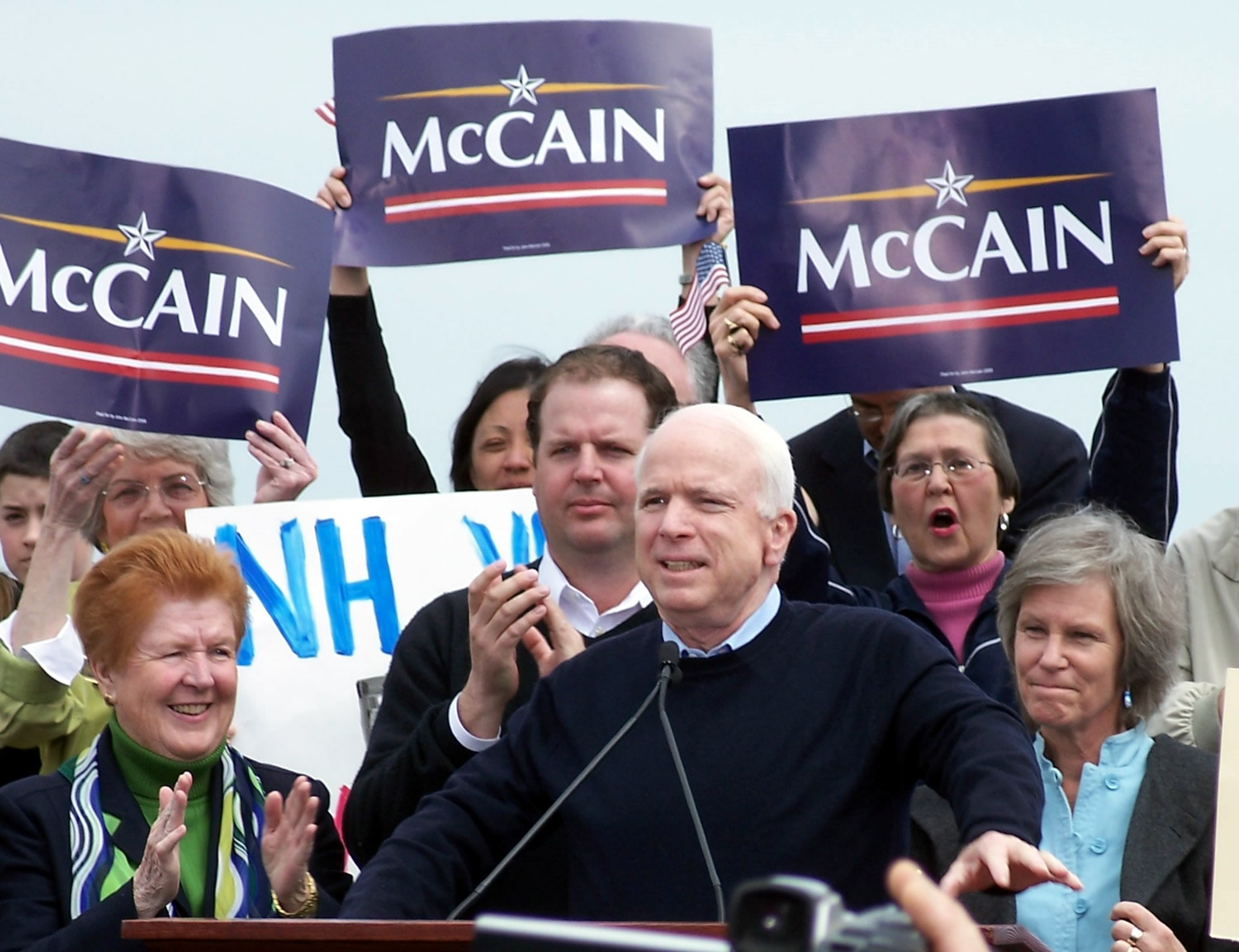
McCain durante la campagna elettorale

John McCain, dopo aver espresso la sua intenzione a candidarsi per le primarie del partito repubblicano per una seconda volta dopo il tentativo fallito del 2000, ha intrapreso una campagna elettorale molto efficace. Infatti è riuscito a battere rivali come Rudolph Giuliani, Mitt Romney e altri, e nel febbraio 2008 si è avviato a ottenere la nomination del partito di George W. Bush.
Il 21 febbraio 2008 questa marcia trionfale ha incontrato il primo ostacolo, rappresentato dalla rivelazione del New York Times secondo cui McCain avrebbe favorito una "lobbista" sua amante. Nonostante tale episodio, la sua crescita di consensi nelle primarie dei vari Stati USA gli ha permesso di ottenere, il 4 marzo 2008, il numero di delegati teoricamente sufficienti per la nomination repubblicana; il 5 marzo successivo ha ricevuto l'endorsement del presidente Bush come candidato repubblicano, e la nomina è stata ufficializzata alla Convention repubblicana del settembre 2008, in Minnesota.
Nel maggio 2008 ha consegnato alla stampa la sua cartella clinica, in seguito alle speculazioni dei media e degli oppositori politici sulla possibilità di ricomparsa dei suoi tumori cutanei (per i quali fu operato nel 2000), dimostrando un rischio di recidiva molto basso. Il 29 agosto 2008 ha scelto come candidata vicepresidente la governatrice dell'Alaska Sarah Palin. Il 5 novembre, alla notizia data dalla CNN che ormai lo svantaggio con Barack Obama non era più colmabile, ha telefonato allo stesso per congratularsi per la vittoria e ne ha dato prontamente l'annuncio ai suoi elettori, con un discorso di congratulazioni.
Non si è ricandidato alle primarie presidenziali del 2012, vinte dal conservatore Mitt Romney che decise di appoggiare da subito, ma che verrà tuttavia sconfitto anche lui da Obama.

### La contrapposizione al presidente Trump
Nel 2016, all'età di 80 anni, di fronte all'ascesa del miliardario Donald Trump come frontrunner (capolista) per la nomination alle primarie repubblicane per le Presidenziali di novembre, McCain prese posizione contro di lui. Trump si era contraddistinto fin dall'inizio per posizioni risolute sull'immigrazione clandestina e per essersi candidato in contrapposizione all'establishment del GOP a Washington. In precedenza, nel 2015 Trump aveva affermato velenosamente che McCain non fosse un eroe di guerra, e che beneficiasse di quella fama solamente perché fu catturato, soggiungendo che a lui piacevano quelli che in guerra non venivano catturati dal nemico.
Nel 2016 appoggiò il senatore ultraconservatore del Texas Ted Cruz, secondo distante per delegati dietro a Trump, che se avesse vinto le primarie in qualche stato avrebbe potuto portare a una broken convention dove nessuno dei concorrenti avrebbe raggiunto la maggioranza dei delegati. McCain diede il suo appoggio a Trump dopo la vittoria alle primarie ma lo revocò in seguito alla diffusione di un controverso video sessista nell'ottobre 2016. Nel 2017 McCain si smarcò più volte dall'amministrazione Trump: in primavera si oppose alla nomina a direttore della CIA di Gina Haspel, in luglio fu critico verso Trump dopo l'incontro di Helsinki con Vladimir Putin, mentre a fine anno votò contro la riforma della Sanità proposta per smontare l'Obamacare di Barack Obama.
Nel luglio 2017 gli viene diagnosticato un glioblastoma, un'aggressiva forma di tumore al cervello. Dal 17 dicembre 2017, quando votò la riforma fiscale promossa dal Presidente Trump, McCain non è più riapparso al lavoro al Congresso di Washington, pur non intenzionato a dimettersi. Nel maggio del 2018, con l'aggravarsi delle sue condizioni di salute, McCain dichiarò di non gradire la presenza di Trump ai suoi funerali; il senatore affermò inoltre d'essersi pentito dell'aver scelto Sarah Palin e non Joe Lieberman come suo vice alle elezioni del 2008.

### Morte
Il 24 agosto 2018 la famiglia di McCain comunicò che il senatore, superate le sue personali aspettative di sopravvivenza e resosi conto dello stato terminale della sua malattia, aveva deciso di porre fine alle cure. Il giorno seguente, il 25 agosto 2018, McCain morì nella sua casa a Cornville, in Arizona, quattro giorni prima del suo 82º compleanno. Il 31 agosto è stata allestita la camera ardente nella Washington National Cathedral a Washington DC, alla presenza di molta gente comune. I funerali si sono svolti sempre nella Washington National Cathedral, alla presenza di numerose personalità del mondo politico: a tenere gli elogi funebri, sono stati gli ex Presidenti degli Stati Uniti d'America, Barack Obama e George W. Bush. Il senatore è stato poi sepolto privatamente presso Annapolis nel Maryland..

## Libri
- Faith of my fathers. Random House, New York NY u. a. 1999, ISBN 0-375-50191-6.
- The Restless Wave: Good Times, Just Causes, Great Fights and Other Appreciations. May 2018, ISBN 978-1501178009.